# Véria (France)
Pour la ville de Grèce, voir Véria (Grèce).
Véria est une commune française située dans le département du Jura, dans la région culturelle et historique de Franche-Comté et la région administrative Bourgogne-Franche-Comté.
Ses habitants se nomment les Vériatons et Vériatonnes.

## Géographie

### Localisation
Véria fait partie du Revermont, une région naturelle française qui était autrefois une principauté souveraine.
Le village est appuyé contre le versant méridional d'une des basses montagnes du Jura. Les maisons sont groupées, construites en pierre et couvertes de tuiles romaines avec des toitures très saillantes. Le village a été construit au pied du versant oriental du Mont Charvet (670 m), dans l'une des premières combes du plateau du Jura.

### Hydrographie
La commune est traversée par les ruisseaux de la Doye et de la Creuse qui y prennent leurs sources.

### Lieux-dits et écarts
Les hameaux ou granges isolées de la commune sont les Granges-de-Noms, le Moulin, les Quatre-Bornes, la Graveleuse, la Grange Picard, le Mont Chancel et le Chanet.

### Climat
Pour des articles plus généraux, voir Climat de la Bourgogne-Franche-Comté et Climat du département du Jura.
En 2010, le climat de la commune est de type climat de montagne, selon une étude du Centre national de la recherche scientifique s'appuyant sur une série de données couvrant la période 1971-2000. En 2020, Météo-France publie une typologie des climats de la France métropolitaine dans laquelle la commune est exposée à un climat semi-continental et est dans une zone de transition entre les régions climatiques « Bourgogne, vallée de la Saône » et « Jura ». 
Pour la période 1971-2000, la température annuelle moyenne est de 10,4 °C, avec une amplitude thermique annuelle de 17,3 °C. Le cumul annuel moyen de précipitations est de 1 372 mm, avec 12,9 jours de précipitations en janvier et 8,3 jours en juillet. Pour la période 1991-2020, la température moyenne annuelle observée sur la station météorologique de Météo-France la plus proche, « Saint-Julien Sa », sur la commune de Val Suran à 7 km à vol d'oiseau, est de 10,6 °C et le cumul annuel moyen de précipitations est de 1 349,8 mm. 
La température maximale relevée sur cette station est de 38,6 °C, atteinte le 24 août 2023 ; la température minimale est de −20,6 °C, atteinte le 30 décembre 2005,,. 
Les paramètres climatiques de la commune ont été estimés pour le milieu du siècle (2041-2070) selon différents scénarios d'émission de gaz à effet de serre à partir des nouvelles projections climatiques de référence DRIAS-2020. Ils sont consultables sur un site dédié publié par Météo-France en novembre 2022.

## Urbanisme

### Typologie
Au 1er janvier 2024, Véria est catégorisée commune rurale à habitat dispersé, selon la nouvelle grille communale de densité à sept niveaux définie par l'Insee en 2022.
Elle est située hors unité urbaine. Par ailleurs la commune fait partie de l'aire d'attraction de Saint-Amour, dont elle est une commune de la couronne,. Cette aire, qui regroupe 7 communes, est catégorisée dans les aires de moins de 50 000 habitants,.

### Occupation des sols
L'occupation des sols de la commune, telle qu'elle ressort de la base de données européenne d’occupation biophysique des sols Corine Land Cover (CLC), est marquée par l'importance des territoires agricoles (52,2 % en 2018), une proportion identique à celle de 1990 (52,2 %). La répartition détaillée en 2018 est la suivante : 
forêts (45,4 %), prairies (22,7 %), zones agricoles hétérogènes (15 %), terres arables (14,6 %), mines, décharges et chantiers (2,4 %). L'évolution de l’occupation des sols de la commune et de ses infrastructures peut être observée sur les différentes représentations cartographiques du territoire : la carte de Cassini (XVIIIe siècle), la carte d'état-major (1820-1866) et les cartes ou photos aériennes de l'IGN pour la période actuelle (1950 à aujourd'hui).

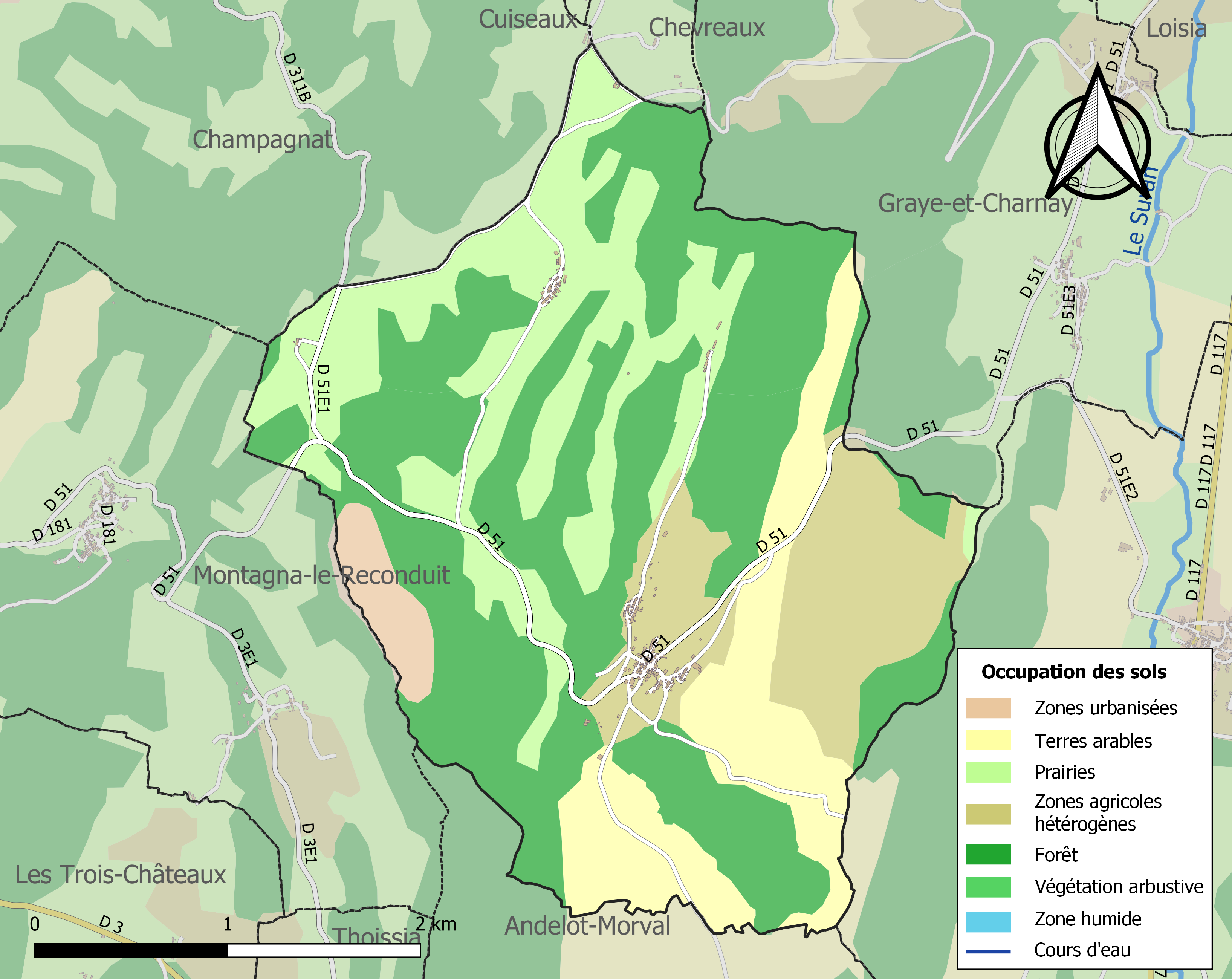
Carte des infrastructures et de l'occupation des sols de la commune en 2018 (CLC).

## Toponymie
Les différentes dénominations de Véria retrouvées dans les textes anciens sont : Veyriacum, Vairié, Veyrie, Vére, Vérye et enfin Véria.

## Histoire
Selon toute probabilité, Véria avait déjà des habitants lorsque saint Bernon vint, à la fin du IXe siècle, fonder l'abbaye de Gigny dans la vallée du Suran. La dédicace de son église à saint Martin, évêque de Tours, suffirait pour appuyer cette conjecture, mais il est d'autres témoignages plus précis à invoquer. Le point appelé les Granges de Noms, les Quatre Bornes, choisi pour limite entre le duché et le comté de Bourgogne pourrait bien avoir été une enceinte druidique.
Véria et les Pirroux formaient une seigneurie particulière en haute, moyenne, et basse justice, relevant de celle de Montfleur et de Chateau-neuf. Jeanne de Marigna et Hugues son frère, fils de Guillaume de Marigna, par une charte du 5 mars 1301 affranchirent les habitants de Véria de la main-morte et de toutes redevances arbitraires, leur permirent de chasser. Il est à peu près certain que Véria et les Pirroux faisaient partie de la dotation primitive de l'abbaye de Gigny et ils furent démembrés en plusieurs fiefs que par les inféodations successives, ainsi en 1244, Jean sire de Cuiseaux donna à Amédée, seigneur de Coligny, tout ce que lui et les siens pouvaient ou devaient avoir à Véria, en paiement de la somme de 100 livres qu'il lui devait pour la dot d'Alix, sa fille mariée au seigneur de Coligny, qui vendirent à la chartreuse de Montmerle moyennant 100 livres viennoises tout ce qu'ils avaient à Véria.
En 1258, Humbert de Buenc, chevalier, seigneur du fief de Veyrie, donna aux religieux de Gigny un étang et un moulin à Véria. Humbert de Brenc fit hommage de son fief, en 1264 à Jean de Chalon. Une partie du fief passa à la branche de la famille de Montmoret, établie à Saint-Julien, et l'autre à la branche de la maison de Montaigu qui possédait Moiran. La seigneurie principale appartenait à Jean, sire de Marigna, et resta à ses héritiers, qui affranchirent en 1301 les habitants de Véria.
Une modeste famille, qui possédait la prévôté de Véria, prit le nom de ce village et s'enrichit assez pour acquérir la seigneurie. Philibert de Véria fut conseiller et chambellan de Charles le Téméraire, reçut en 1503 de l'archiduc Philippe le droit de racheter la seigneurie de Saint-Julien, il acquit ensuite la seigneurie principale de Véria. Le 24 août 1754, Jacques-Philippe de la Baume, comte de Saint-Amour, vend Véria à Joseph Marie Emmanuel Deglans de Cessia, de Saint-Amour seigneur du dit village jusqu'à la Révolution.
L'histoire de la commune de Véria provient des Archives départementales du Jura, annuaire du Jura années 1843 et 1847, par Monsieur le docteur Gaspard.
La commune a annexé celle de Granges-de-Nom en 1821.

## Politique et administration

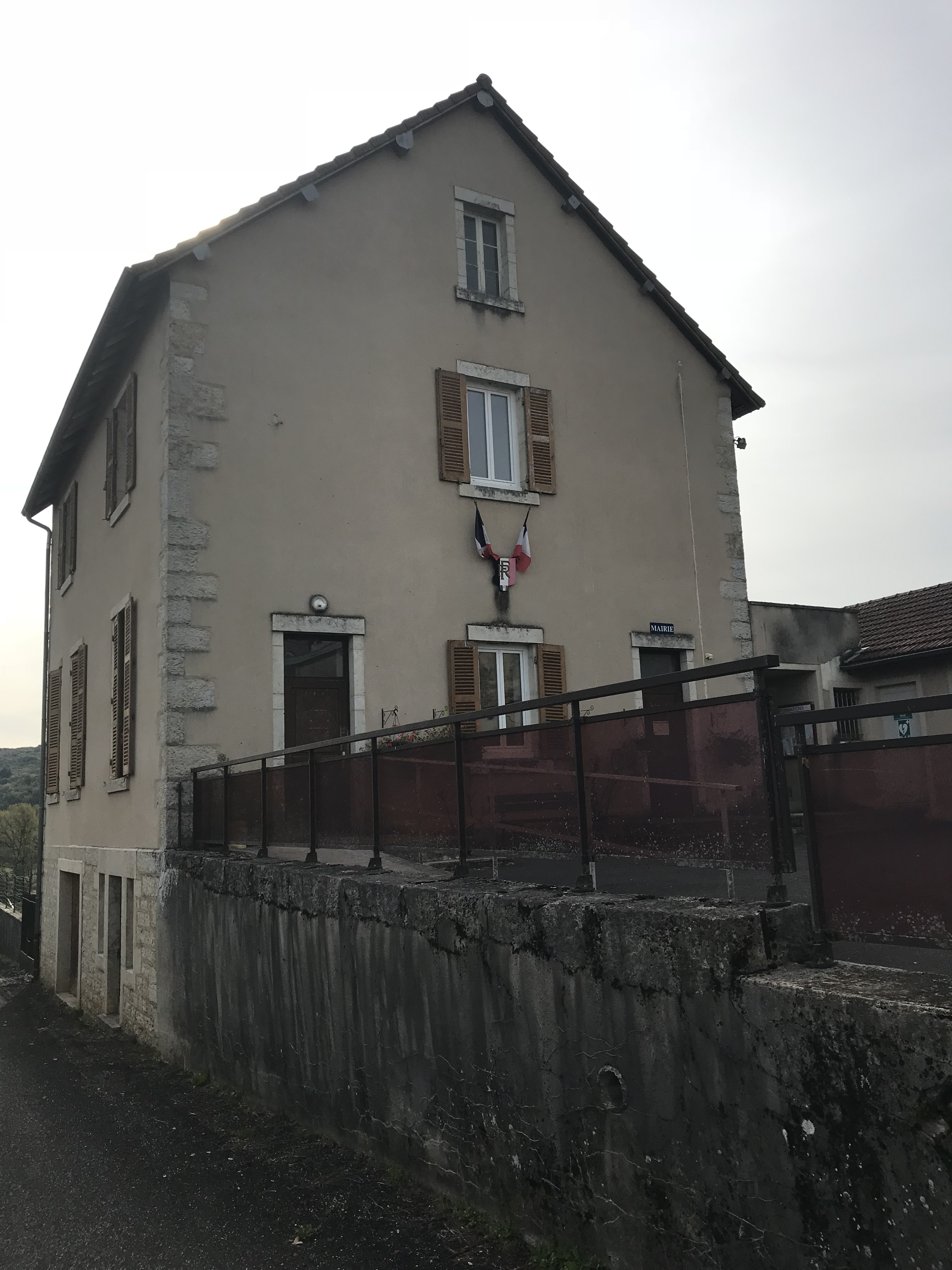
La mairie de Véria.

| Période   | Période         | Identité               | Étiquette | Qualité     |
| --------- | --------------- | ---------------------- | --------- | ----------- |
| mars 1959 | mars 1989       | Marcelin Badot         |           |             |
| mars 1989 | mars 2008       | Bernard Roussel        | DVD       |             |
| mars 2008 | 18 février 2019 | Aurélien Badot         | DVD       | Agriculteur |
| 2019      | En cours        | Marc-Antoine Gagliardi |           |             |

## Démographie
L'évolution du nombre d'habitants est connue à travers les recensements de la population effectués dans la commune depuis 1793. Pour les communes de moins de 10 000 habitants, une enquête de recensement portant sur toute la population est réalisée tous les cinq ans, les populations de référence des années intermédiaires étant quant à elles estimées par interpolation ou extrapolation. Pour la commune, le premier recensement exhaustif entrant dans le cadre du nouveau dispositif a été réalisé en 2006.

En 2022, la commune comptait 112 habitants, en évolution de −5,08 % par rapport à 2016 (Jura : −0,81 %, France hors Mayotte : +2,11 %).
| 1793 | 1800 | 1806 | 1821 | 1831 | 1836 | 1841 | 1846 | 1851 |
| ---- | ---- | ---- | ---- | ---- | ---- | ---- | ---- | ---- |
| 541  | 559  | 522  | 420  | 531  | 537  | 568  | 576  | 580  |

| 1856 | 1861 | 1866 | 1872 | 1876 | 1881 | 1886 | 1891 | 1896 |
| ---- | ---- | ---- | ---- | ---- | ---- | ---- | ---- | ---- |
| 500  | 484  | 451  | 439  | 445  | 424  | 429  | 411  | 402  |

| 1901 | 1906 | 1911 | 1921 | 1926 | 1931 | 1936 | 1946 | 1954 |
| ---- | ---- | ---- | ---- | ---- | ---- | ---- | ---- | ---- |
| 401  | 381  | 346  | 306  | 279  | 271  | 257  | 276  | 251  |

| 1962 | 1968 | 1975 | 1982 | 1990 | 1999 | 2006 | 2011 | 2016 |
| ---- | ---- | ---- | ---- | ---- | ---- | ---- | ---- | ---- |
| 216  | 185  | 141  | 135  | 122  | 118  | 132  | 139  | 118  |

| 2021 | 2022 | - | - | - | - | - | - | - |
| ---- | ---- | - | - | - | - | - | - | - |
| 114  | 112  | - | - | - | - | - | - | - |

## Culture locale et patrimoine

### Lieux et monuments

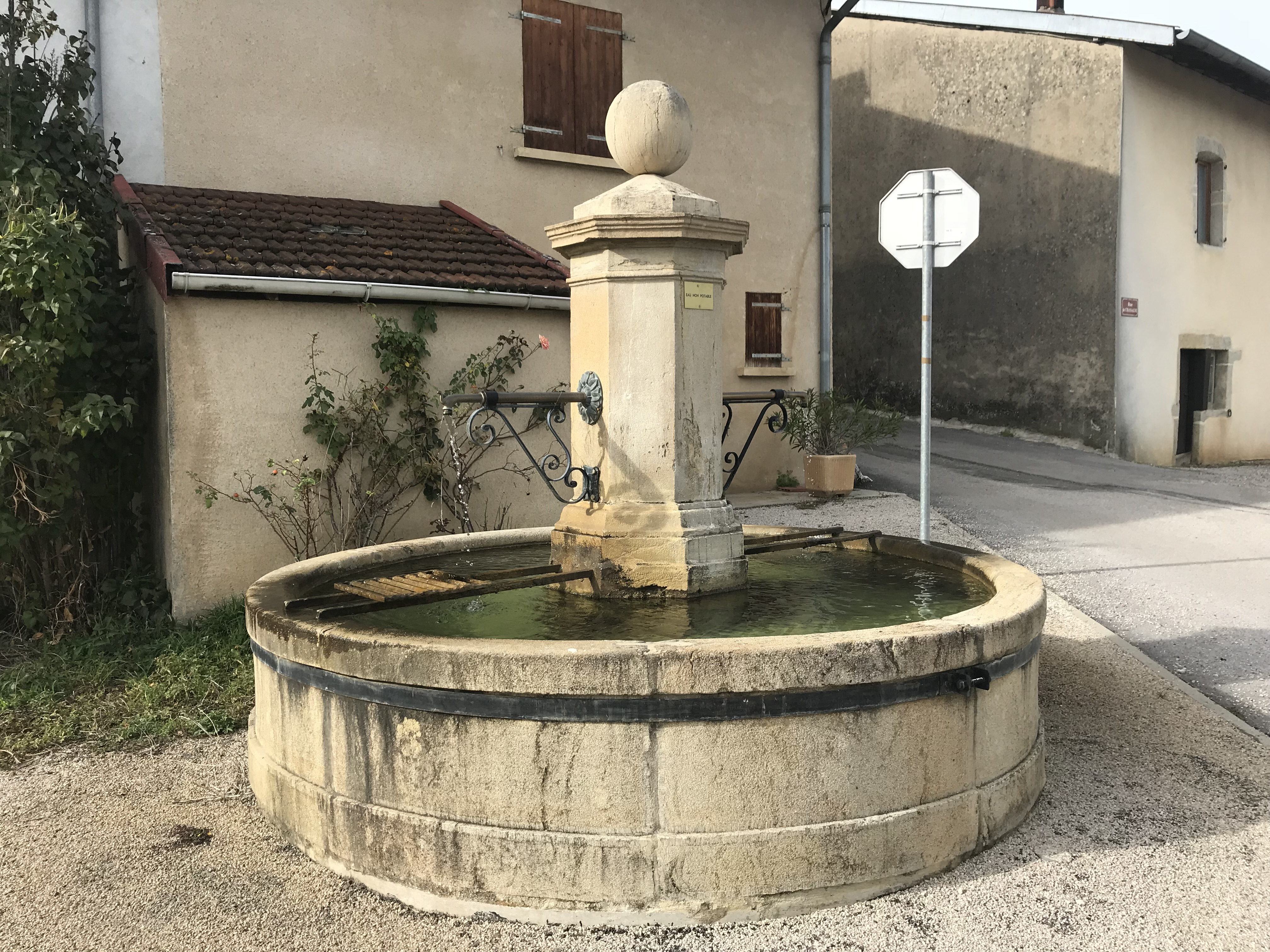
Une des deux fontaines du village.

- Une église signalée en 1460, rénovée en 1848
- Un presbytère construit en 1545
- Deux fontaines alimentées
- Un lavoir rénové ainsi qu'une source couverte soupçonnée d'avoir des vertus médicales (soins des yeux)